# Monti (rione)

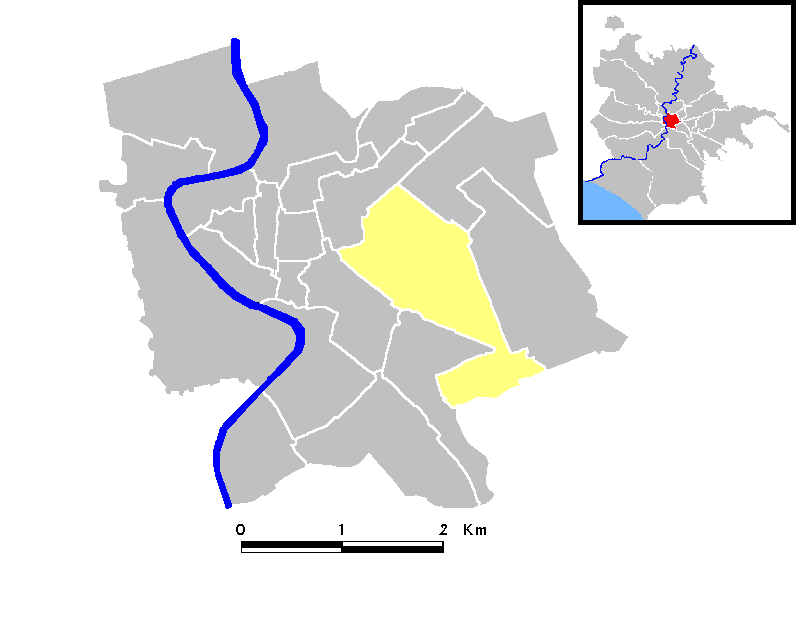
Monti (rione)

Znak rione Monti

Monti (česky kopec nebo hora) je I. římská čtvrť (rione). Zahrnuje pahorky Esquilin, Viminál a Kvirinál, které patří k tradičním sedmi římským pahorkům.

## Historie
Ve starověku patřila tato oblast k nejhustěji osídleným. Ve středověku se centrum Říma přesunulo na Campus Martius a Monti bylo do 19. století pokryto zahradami a vinicemi. Středověké jméno čtvrti znělo Regio Montium et Biberatica podle Via Biberatica.

## Znak
Znakem rione jsou tři stylizované pahorky.

## Stavby

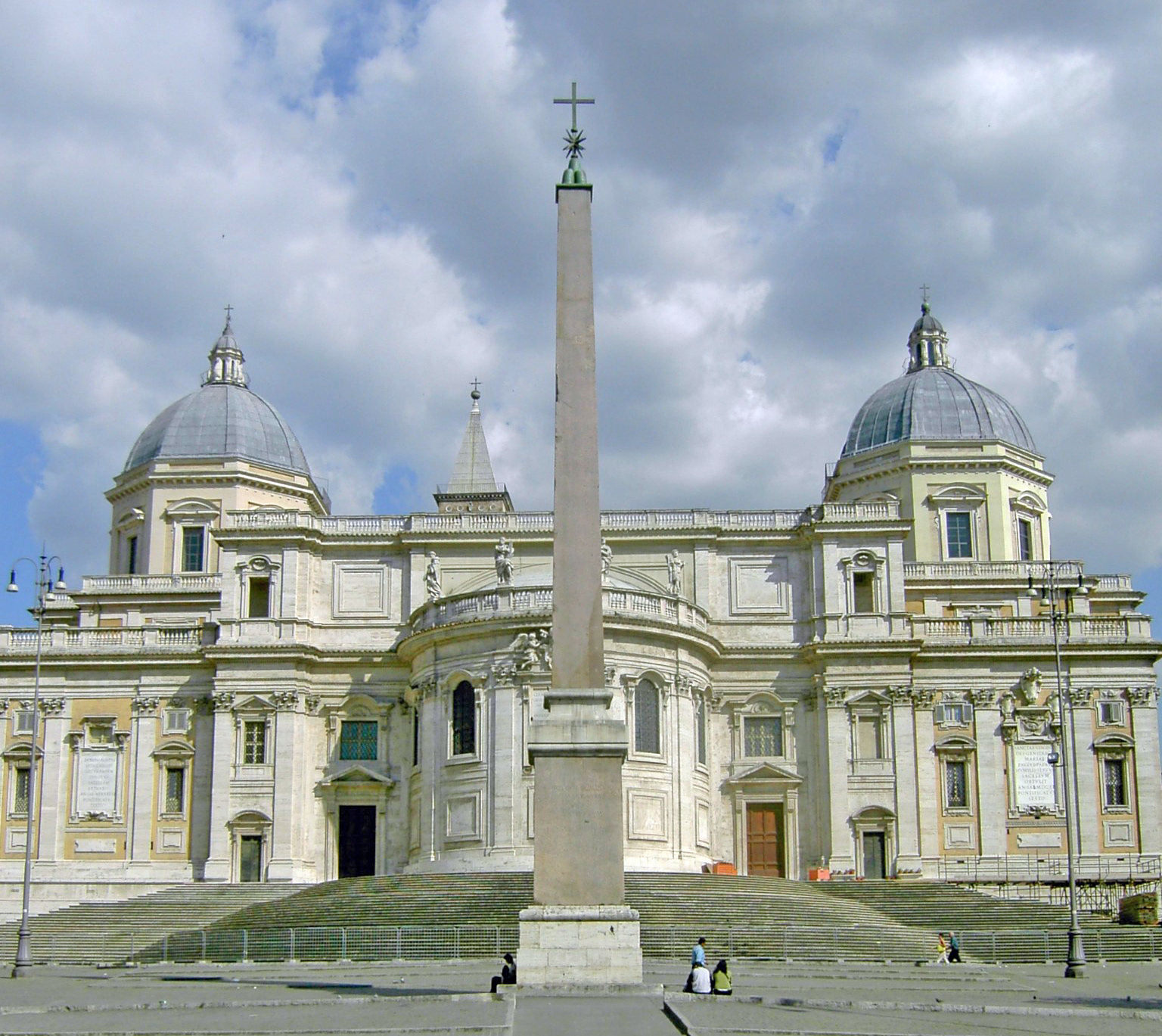
Bazilika Panny Marie Sněžné

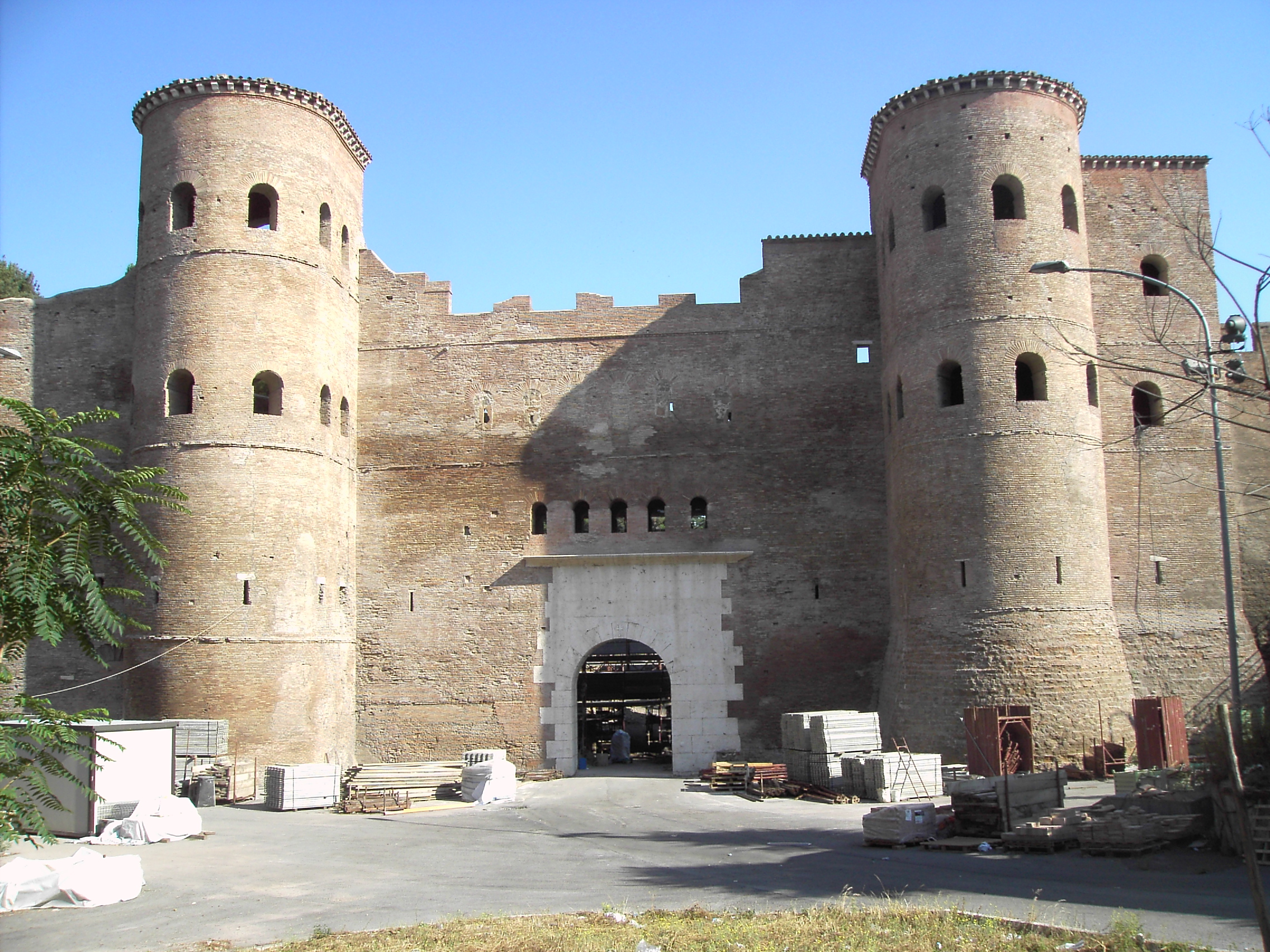
Porta Asinaria

- Lateránský palác
- Mercati di Traiano
- Palazzo Del Grillo
- Palazzo Koch
- Torre delle Milizie
- Torre degli Annibaldi
- Torre dei Conti
- Torri dei Capocci
- Domus Aurea
- Fontana dei Monti
- Porta Asinaria
- Terme di Traiano
- Terme di Tito

Kostely
- Sant'Agata dei Goti
- Sant'Andrea al Quirinale
- San Carlo alle Quattro Fontane
- San Clemente
- Kostel di San Francesco di Paola
- Madonna dei Monti
- Bazilika Panny Marie Sněžné
- San Martino ai Monti
- Santa Prassede
- San Pietro in Vincoli
- Santa Pudenziana
- Santo Stefano Rotondo
- San Vitale